# Cymbidium elegans
Cymbidium elegans позната још као елегантни cymbidium - у Кини Suo Cao Lan, (кин: 莎草蘭 или 莎草兰) је врста орхидеја из рода Cymbidium и породице Orchidaceae. Пронађена је у југозападној Кини. Има наведених подврста у Catalogue of Life.
подврсте
- C. e. elegans
- C. e. lushuiense